# Kamikaze (typhon)
Pour les articles homonymes, voir Kamikaze (homonymie).
Kamikaze (神風, litt. « vent divin ») désigne en japonais le typhon qui aurait sauvé le Japon lors des invasions mongoles du Japon sous l'Empire mongol de Kubilai Khan, qui gouvernait la dynastie Yuan en Chine. Ces événements auraient eu lieu à l'époque de Kamakura, en novembre 1274 et en août 1281.

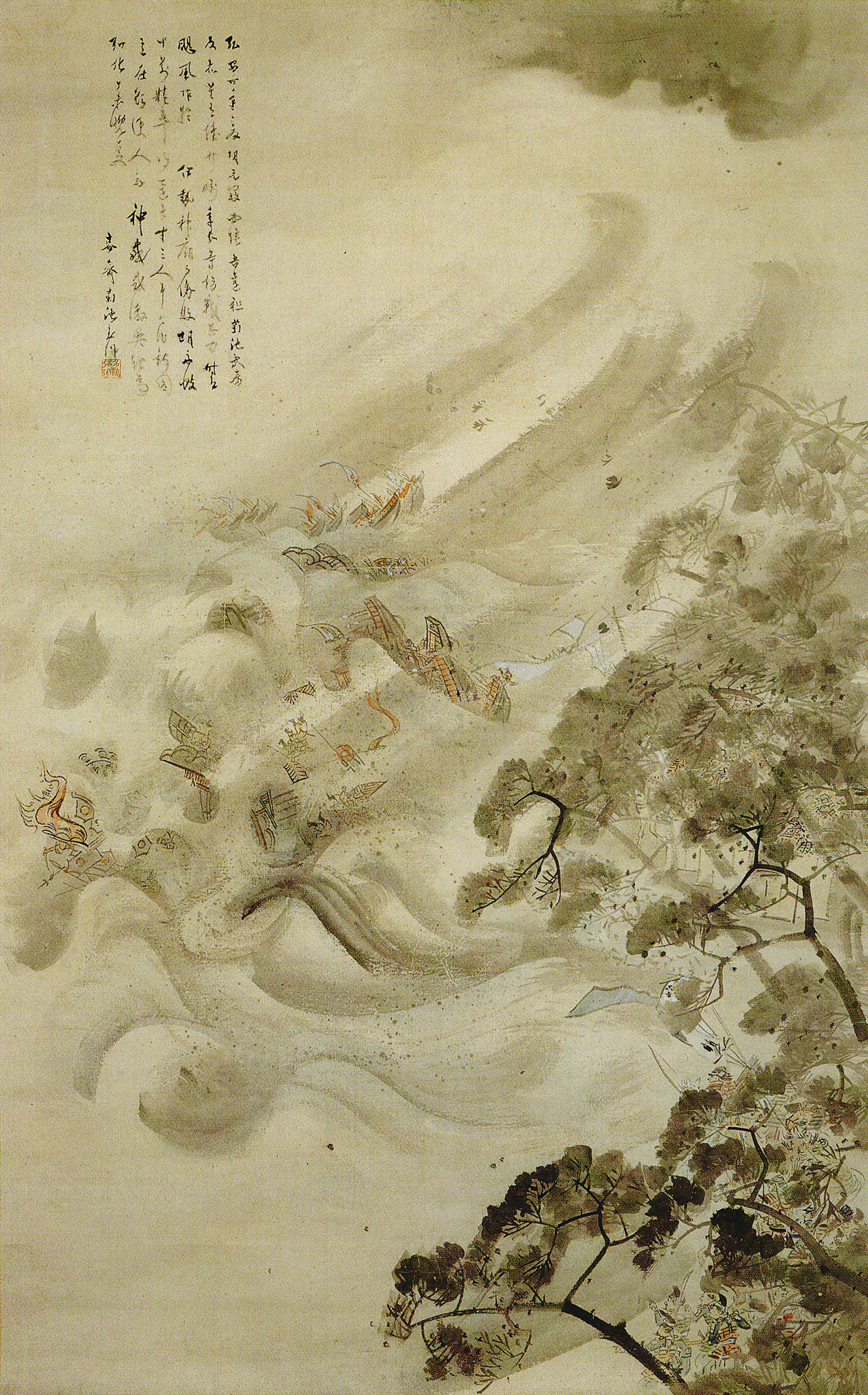
Destruction d'une flotte mongole par un typhon, par Kikuchi Yōsai en 1847.

Par extension, ce terme fut employé par l'état-major japonais durant la Guerre du Pacifique (1941-1945) pour désigner les pilotes d'avions suicides qui étaient censés détruire la flotte d'invasion américaine avant qu'elle atteigne les côtes de l'archipel.